# Cantone di Aix-en-Provence-Centro
Il Cantone di Aix-en-Provence-Centro era una divisione amministrativa situata all'interno del comune di Aix-en-Provence, nel dipartimento Bouches-du-Rhône. È stato creato il 27 febbraio 2003 con il decreto 2003-156 di quella data.
A seguito della riforma approvata con decreto del 18 febbraio 2014, che ha avuto attuazione dopo le elezioni dipartimentali del 2015, è stato soppresso.
Eletti a rappresentare il Cantone nel Consiglio Generale di Bouches-du-Rhône:
- Bruno Genzana (UMP 2001-2008)

## Geografia fisica

### Territorio
Era composto dalla parte di Aix-en-Provence lungo il centro di una linea definita dagli assi delle seguenti strade: viale Eugène-de-Mazenod, avenue Joseph-Rigaud, avenue Georges-Brassens, route des Alpes, ruisseau La Torse, avenue Jean-et-Marcel-Fontenaille, avenue Sainte-Victoire, cours Saint-Louis, boulevard Carnot, cours Gambetta, rue Paul-Beltçaguy, avenue Saint-Jérôme, chemin Robert, boulevard du Roi-René, avenue Benjamin-Abram, voie de chemin de fer, avenue des Belges, avenue de l'Europe, avenue du Petit-Barthélemy, avenue de la Figuière, avenue du Club-Hippique, chemin des Piboules, chemin des Aubépines, chemin des Flâneurs, avenue de l'Europe, route de Valcros, route de Galice, voie de chemin de fer, avenue Jean-Dalmas, cours des Minimes, avenue De Lattre-de-Tassigny, avenue Henri-Pontier, avenue Paul-Cézanne, chemin des Lauves.